# Staatsmeisterschaft von Sergipe (Frauenfußball)
Die Staatsmeisterschaft von Sergipe für Frauenfußball (portugiesisch Campeonato Sergipano de Futebol Feminino) ist die seit 2016 von der Federação Sergipana de Futebol (FSF) ausgetragene Vereinsmeisterschaft im Frauenfußball des Bundesstaates Sergipe in Brasilien.
In den Jahren 2004 und 2005 wurden die ersten zwei Ausgaben des offiziellen Meisterschaftswettbewerbes für Frauen ausgerichtet, worauf er für zehn Jahre ruhte. Erst zur Feststellung des Vertreters des Staates für die zweite Liga der brasilianischen Meisterschaft der Frauen (Série A2) wurde er 2016 wieder aufgenommen. Seit 2021 wird über ihn die Qualifikation für die dritte Liga (Série A3) entschieden. Bei seinen ersten beiden Austragungen nahmen acht Vereine daran teil; bei der dritten war das Teilnehmerfeld auf zwölf erweitert. 2018 gewann Real Sergipe die Finalbegegnung gegen den CD Canindé, doch wurde dem Klub der Meistertitel wegen des Einsatzes einer nicht registrierten Spielerin zugunsten des unterlegenen Finalisten nachträglich entzogen.

## Meisterschaftshistorie

### Ehrentafel der Gewinner
| 3 Titel | GDC Santos Dumont (Aracaju)                                                              |
| 2 Titel | CD Canindé (Canindé de São Francisco) Estanciano EC (Estância)                           |
| 1 Titel | Sociedade Boca Júnior FC (Aracaju) AD Confiança (Aracaju) Esportivo Juventude (Estância) |

### Chronologie der Meister
| Saison                                           | Meister                                              | Vizemeister                                          | Torschützenkönigin                                   |       |
| ------------------------------------------------ | ---------------------------------------------------- | ---------------------------------------------------- | ---------------------------------------------------- | ----- |
| 2004                                             | GDC Santos Dumont                                    | ?                                                    | ?                                                    |       |
| 2005                                             | GDC Santos Dumont                                    | ?                                                    | ?                                                    |       |
| Kein Meisterschaftswettbewerb von 2006 bis 2015. |                                                      |                                                      |                                                      |       |
| 2016                                             | Sociedade Boca Júnior FC                             | CD Canindé                                           | ?                                                    |       |
| 2017                                             | CD Canindé                                           | Sociedade Boca Júnior FC                             | ?                                                    | [ 3 ] |
| 2018                                             | CD Canindé                                           | Real Sergipe                                         | ?                                                    |       |
| 2019                                             | GDC Santos Dumont                                    | Estanciano EC                                        | ?                                                    | [ 4 ] |
| 2020                                             | Meisterschaft nicht ausgetragen (COVID-19-Pandemie). | Meisterschaft nicht ausgetragen (COVID-19-Pandemie). | Meisterschaft nicht ausgetragen (COVID-19-Pandemie). |       |
| 2021                                             | Estanciano EC                                        | Atlético Rosário Central                             | ?                                                    | [ 5 ] |
| 2022                                             | Estanciano EC                                        | Lagarto FC                                           | ?                                                    | [ 6 ] |
| 2023                                             | AD Confiança                                         | Lagarto FC                                           | ?                                                    | [ 7 ] |
| 2024                                             | Esportivo Juventude                                  | AD Confiança                                         | ?                                                    | [ 8 ] |